# Naomi Scott
Naomi Scott (ur. 6 maja 1993 w Londynie) – angielska aktorka oraz piosenkarka. Wystąpiła m.in. w roli Maddy Shannon w serialu Terra Nova i Kimberly Hart w filmie Power Rangers.

## Kariera
Naomi Scott urodziła się w Londynie. Jej ojciec jest Brytyjczykiem, natomiast matka pochodzi z Ugandy, lecz ma korzenie indyjskie. Swoją karierę piosenkarki zaczynała w grupie the Bridge Church Youth Band, chodziła do szkoły muzycznej oraz grała w filmach.
Jej pierwszy film to Lemoniada Gada, gdzie zagrała Mohini „Mo” Banjaree. W 2011 roku wystąpiła w serialu science fiction, Terra Nova, którego producentem był Steven Spielberg. W 2017 zagrała Kimberly w filmie Power Rangers.
Jej kolejny film to Aladyn, w reżyserii Guya Ritchie'ego, gdzie wcieliła się w postać Jasmine. 
W 2019 roku wystąpiła również w filmie Aniołki Charliego, gdzie wcieliła się w Elenę Houghlin.

## Życie prywatne
W czerwcu 2014 wyszła za mąż za sportowca, Jordana Spence'a. Para spotkała się w kościele prowadzonym przez rodziców Scott i pobrała się po czterech latach.

## Filmografia
Film
| Rok  | Tytuł               | Rola                        | Uwagi |
| ---- | ------------------- | --------------------------- | ----- |
| 2013 | Modern/Love         | Harper                      |       |
| 2013 | Our Lady of Lourdes | Lourdes                     |       |
| 2014 | Hello, Again        | Maura                       |       |
| 2015 | 33                  | Escarlette Sepulveda        |       |
| 2015 | Marsjanin           | Ryoko                       |       |
| 2017 | Power Rangers       | Kimberly Hart / Pink Ranger |       |
| 2019 | Aladyn              | Jasmine                     |       |
| 2019 | Aniołki Charliego   | Elena Houghlin              |       |
| 2024 | Rozdzieleni         | Naomi Calloway              |       |
| 2024 | Uśmiechnij się 2    | Skye Riley                  |       |

Telewizja
| Rok  | Tytuł             | Rola                 | Uwagi               |
| ---- | ----------------- | -------------------- | ------------------- |
| 2009 | Life Bites        | Megan                | 11 odcinków         |
| 2011 | Lemoniada Gada    | Mohini „Mo” Banjaree | film Disney Channel |
| 2011 | Terra Nova        | Maddy Shannon        | Sezon 1             |
| 2015 | Lewis             | Sahira Desai         | Sezon 9             |
| 2022 | Anatomia skandalu | Olivia Lytton        | miniserial, 5 odc.  |